# La Leyenda de los Cinco Anillos (juego de cartas coleccionables)
La Leyenda de los Cinco Anillos (a menudo abreviado con las siglas L5A) es un juego de cartas coleccionables creado por Alderac Entertainment Group en 1995. El juego transcurre en un universo de ficción, el Imperio de Rokugan, que es el universo propio de la franquicia titulada La Leyenda de los Cinco Anillos. En este universo imaginario un conjunto de clanes y facciones luchan por el dominio del imperio.

## Expansión
Se ha comercializado una expansión de este juego bajo la forma de otro juego de cartas coleccionables, pero con el título de Legend of the Burning Sands («La Leyenda de las Arenas Ardientes»). No ha sido traducido en lengua española.

## Extrapolaciones a otros medios
El éxito de este juego de cartas ha permitido extrapolarlo a juegos de rol y de tablero:
- Juego de rol: La Leyenda de los Cinco Anillos (1997)
- Juego de tablero: Art of War (2008)

El título en inglés Art of War es una traducción del título de la célebre obra El arte de la guerra, que el autor chino Sun Tzu escribió hacia el año 500 a. C.